# Mil Mi-12
Der sowjetische Mil Mi-12 (russisch Миль Ми-12, NATO-Codename „Homer“) ist der größte bisher gebaute Hubschrauber. Die eigentliche Bezeichnung lautet W-12 (für Wertoljot, Hubschrauber), wird aber in Publikationen oft durch das Kürzel des Chefkonstrukteurs Mil ersetzt. Da dieses jedoch erst offiziell Verwendung fand, wenn ein Modell aus dessen Konstruktionsbüro in die Serienproduktion überführt wurde, der W-12 aber ein Prototyp blieb, ist die Bezeichnung Mi-12 nicht korrekt. Von Mils Mitarbeitern wurde der Typ auch als „Slon“ (Elefant) oder als Anspielung an den Vorgänger Mi-6 als „Doppelte Sechs“ bezeichnet.
Der Mi-12 ist ein Hubschrauber mit zwei seitlichen, gegenläufigen Rotoren, wodurch kein Heckrotor benötigt wird. An den seitlichen Auslegern befinden sich je zwei Wellenturbinen, die ebenso wie die Rotoren dem Mil Mi-6 entliehen wurden, der bereits mit nur einem dieser Rotoren zu den größten Transporthubschraubern der Welt zählt. Der Erstflug der Mi-12 war am 10. Juli 1968.

## Geschichte
Bereits 1959 entwarf man bei Mil Konzepte für einen „Ultra-Schwerlasthelikopter“ unter dem Projektnamen W-12 oder „Isdelije (Erzeugnis) 65 (Изделие 65)“. 1961 bekam das OKB den offiziellen Auftrag, einen Helikopter zu konstruieren, der ein Gewicht von 20 bis 25 Tonnen zu heben imstande sein sollte. Dies wurde später durch die Direktive des Ministerrats ergänzt, der Helikopter sollte ein Ladevolumen ähnlich dem der Antonow An-22 besitzen. Dieses Frachtvolumen (4,40 m hoch, 4,40 m breit und 28,15 m lang) wurde auch deshalb benötigt, um Interkontinentalraketen mit nuklearen Sprengköpfen vom Typ 8K67 (Scarp) zu transportieren. Bis zu diesem Zeitpunkt (1961) waren die Raketen mit einem Gesamtgewicht von über 20 Tonnen (unbetankt) an Eisenbahntransporte gebunden. Das machte eine feindliche Luftaufklärung der Stationierungsorte von sowjetischen Interkontinentalraketen relativ einfach. Wie fast alle technischen Konstruktionen aus der Zeit der Sowjetunion musste die W-12 aber auch Anforderungen von Großbauprojekten abdecken und in der Geoexploration einsetzbar sein. Beim Nutzwert eines solchen Helikopters, der schwere Lasten ohne Landebahn, Straßen oder Schienen bis zu 1000 Kilometer weit transportieren kann, sind vor dem Hintergrund der unerschlossenen Weiten Sibiriens andere Maßstäbe anzusetzen als etwa in Mitteleuropa oder Nordamerika.
Bis 1965 arbeitete man unter der Leitung von Genrich W. Remissow an den Entwürfen und Modellen. Ein 1:1-Modell war zum Test der Triebwerke, Steuerung und Rotordynamik erforderlich. Die Konstruktion, die einem Eisenbahnwaggon mit zwei Triebwerken und Helikopterrotoren ähnelte, wurde zusammen mit einem weiteren 1:1-Modell für die Auslegung des Rumpf- und Frachtraums gebaut. Diese Modelle wurden den Auftraggebern im April 1965 vorgestellt. Hierbei wurden im Frachtraummodell das Be- und Entladen mit 36 Schwerlastkriegsgeräten getestet. Nach positiver Inspektion und Auswertung der Arbeitsergebnisse wurde 1966 der Auftrag erteilt, den ersten flugfähigen Prototypen zu konstruieren. Zeitgleich begann die Flugzeugfabrik No. 292 in Saratow mit der Vorbereitung zur Serienfertigung der ersten fünf Maschinen.
Im Sommer 1967 war der erste Prototyp einsatzbereit und konnte für Flugtests verwendet werden. Jedoch kam es beim vorgesehenen Erstflug des Prototyps in Panki am 18. Juni 1967 in Gegenwart von Militärs zu einem Zwischenfall. Kurz nach dem Abheben geriet der vom Cheftestpiloten Wassili Koloschenko gesteuerte Hubschrauber kurz über dem Boden in einen teilweise unkontrollierbaren Flugzustand und schlug nach 23 Sekunden hart mit dem linken Hauptfahrwerk auf dem Boden auf, wobei die beiden Reifen platzten und das Fahrgestell zusammengestaucht wurde. Wie man später herausfand, waren Eigenschwingungen und Resonanzen im Cockpit und im Rumpf die Ursache dafür, dass der Pilot unbeabsichtigte Steuerbewegungen nicht vermeiden konnte. Dieses Problem konnte durch Dämpfungsmaßnahmen relativ schnell behoben werden. Am 10. Juli 1968 konnte Koloschenko den ersten erfolgreichen Flug durchführen; der Tag gilt seitdem als offizielles Datum des Erstfluges. Der weitere Verlauf der Versuche gestaltete sich sehr erfolgreich, ein Zeichen für die gute theoretische Vorarbeit des Entwicklerteams. Im Dezember 1968 wurde der erste Prototyp (Registrierungsnummer СССР-21142) dem Institut für Flugtests am Luftwaffenstützpunkt Schukowski zur Flugerprobung überstellt.

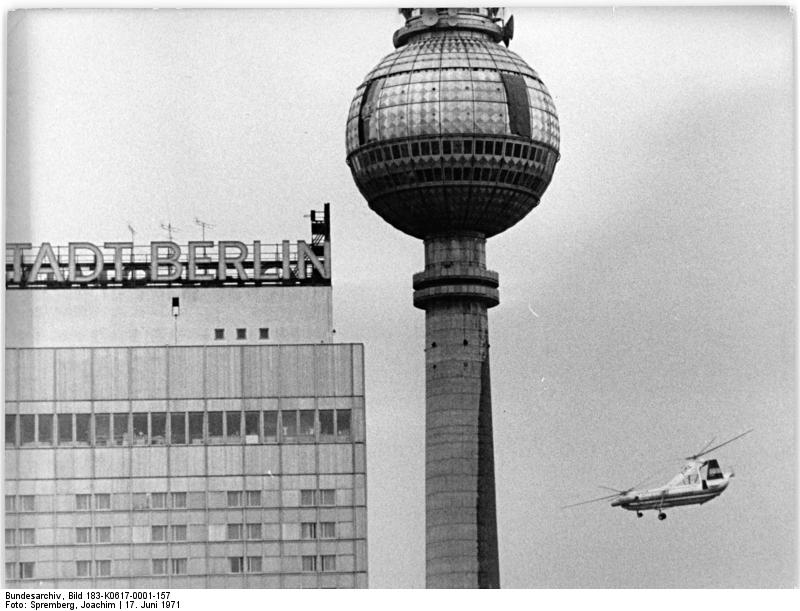
Flugvorführung in Ost-Berlin, 1971

Nach offizieller Darstellung gab es nur zwei Prototypen. Berichten zufolge soll ein Prototyp 1969 abgestürzt sein, was die Vermutung nach der Existenz einer dritten Maschine aufkommen ließ. Ein Absturz wurde in den Medien der Sowjetunion jedoch nie offiziell bestätigt. Zwei Jahre später wurde der W-12 auf einer 3600 Kilometer umfassenden Rundreise durch mehrere europäische Staaten der Öffentlichkeit präsentiert. Zum Abschluss landete er am 26. Mai 1971 auf dem Pariser Flughafen Le Bourget, wo er auf dem 29. Aérosalon ausgestellt wurde. Auf der Rückreise machte der Hubschrauber zusammen mit der Tu-144 vom 14. bis 17. Juni Zwischenstation in Berlin-Schönefeld. Der Konstrukteur Michail Mil erlebte die erfolgreiche Präsentation nicht mehr. Bereits nach dem fehlgeschlagenen Erstflug im Jahre 1967 konnte er, gesundheitlich bereits angeschlagen, die Überarbeitung des Projektes nur noch mit erheblichen Einschränkungen leiten. Mil starb am 31. Januar 1970.
Eine Serienproduktion der Mi-12 fand nicht statt. Das Programm wurde 1974 eingestellt. Die Arbeiten an der Mi-12M als „Super-Ultra Schwerlasthubschrauber“ mit stärkeren Triebwerken und zwei mal sechs Rotorblättern wurden vor dem Bau des eigentlichen Prototyps beendet. Aus militärischer Sicht war der Haupteinsatzzweck des Helikopters obsolet geworden. Der Ausbau der silogestützten Interkontinentalraketen wurde nicht weiter vorangetrieben. Die sowjetischen Streitkräfte verfügten seit 1969 über wesentlich leichtere Interkontinentalraketen vom Typ R-29 (SS-8, SS-18, SS-23) und mit dem Beginn des Jahres 1975 über Mittelstreckenraketen vom Typ RS-16 (SS-17), die von mobilen Abschussrampen (geländegängige Lastwagen), Schiffen oder U-Booten abgefeuert werden konnten. Viele der beim Bau der Mi-12 gewonnenen Erkenntnisse flossen in die Entwicklung des schweren Transporthubschraubers Mil Mi-26 ein, der Ende 1977 seinen Erstflug hatte. Der Mi-26 gilt als der größte in Serie gefertigte Hubschrauber der Welt. 

## Technik

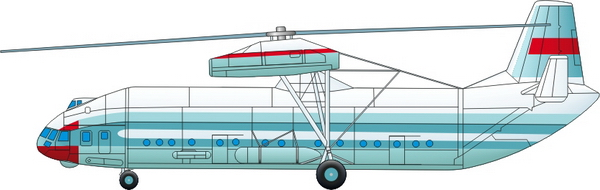

Die zwei Triebwerke je Rotor, die Getriebe und die Rotorblätter für die Mil Mi-12 wurden der Produktion der Mi-6 entnommen. So konnten erhebliche Kosten eingespart werden. Pro Triebwerk wurde ein eigenes Getriebe zum Antrieb des Rotorkopfes verwendet. Der größere Rotordurchmesser wurde durch die Verwendung längerer Rotorkopfschenkel (Shanks) erreicht. Es handelt sich um die einzige Doppelrotorkonfiguration, die Mil jemals gebaut hat.
Die Konstrukteure wollten die beiden Rotoren ursprünglich hintereinander anordnen, wie es damals und bis heute bei einer Reihe von US-Transporthubschraubern üblich ist (Tandem-Konfiguration). Bei dieser Anordnung sah man jedoch das Risiko, unter ungünstigen Bedingungen die heißen Abgase des vorderen Doppeltriebwerkes einzusaugen. Dies hätte zu einem plötzlichen Leistungsverlust am hinteren Doppeltriebwerk geführt und damit die Flugfähigkeit gefährdet. Daher wurde schließlich die seitliche Anordnung umgesetzt. Bei der Mi-12 handelt es sich um den bisher letzten Helikopter, der mit dieser Konfiguration gebaut wurde.
Durch die seitliche Montage der Rotoren und der Turbinen in freihängenden Gondeln, an den Enden der Tragflächen, wurde zudem eine gute Erreichbarkeit der Triebwerkskomponenten bei Wartungsarbeiten gewährleistet. Hierzu gibt es auf der Oberseite der Mi-12 eine „Dachluke“, durch die das Wartungspersonal auf die Oberseite der Maschine und auf die Tragflächen gelangen kann. Zur Ausrüstung an Bord des Hubschraubers gehören auch ein einsteckbares Geländer und die notwendigen Hängeplattformen für Wartungsarbeiten an den Triebwerksgondeln. Deren Verkleidungen lassen sich durch einen Klappmechanismus schnell öffnen.
Die Verbindungsflächen zu den Motorgondeln waren als Tragflügel mit Querruder ausgeführt, sodass sie im schnelleren Vorwärtsflug zum Auftrieb beitrugen und die Wendigkeit der Mi-12 um die Rollachse verbesserten.
Trotz der großen Dimensionen hatten die Rotorkreise in der Mitte einen überlappenden Bereich von etwa drei Metern. Um Berührungen der gegenläufig mit 112 min−1 drehenden Rotoren zu verhindern und die Getriebe zu synchronisieren und auch zur ausgleichenden Kraftübertragung, wurden beide Rotoren mit einer zentralen Welle verbunden. Durch den „Knick“ in der Tragflächenkonstruktion bedingt wurde dazu ein Wellengelenk in Form eines weiteren Getriebes im Innern des Rumpfes benötigt. Durch die zentrale Welle und die Verwendung der Doppeltriebwerke blieb die Mi-12 auch bei Ausfall von beiden Triebwerken auf einer Seite flugfähig.

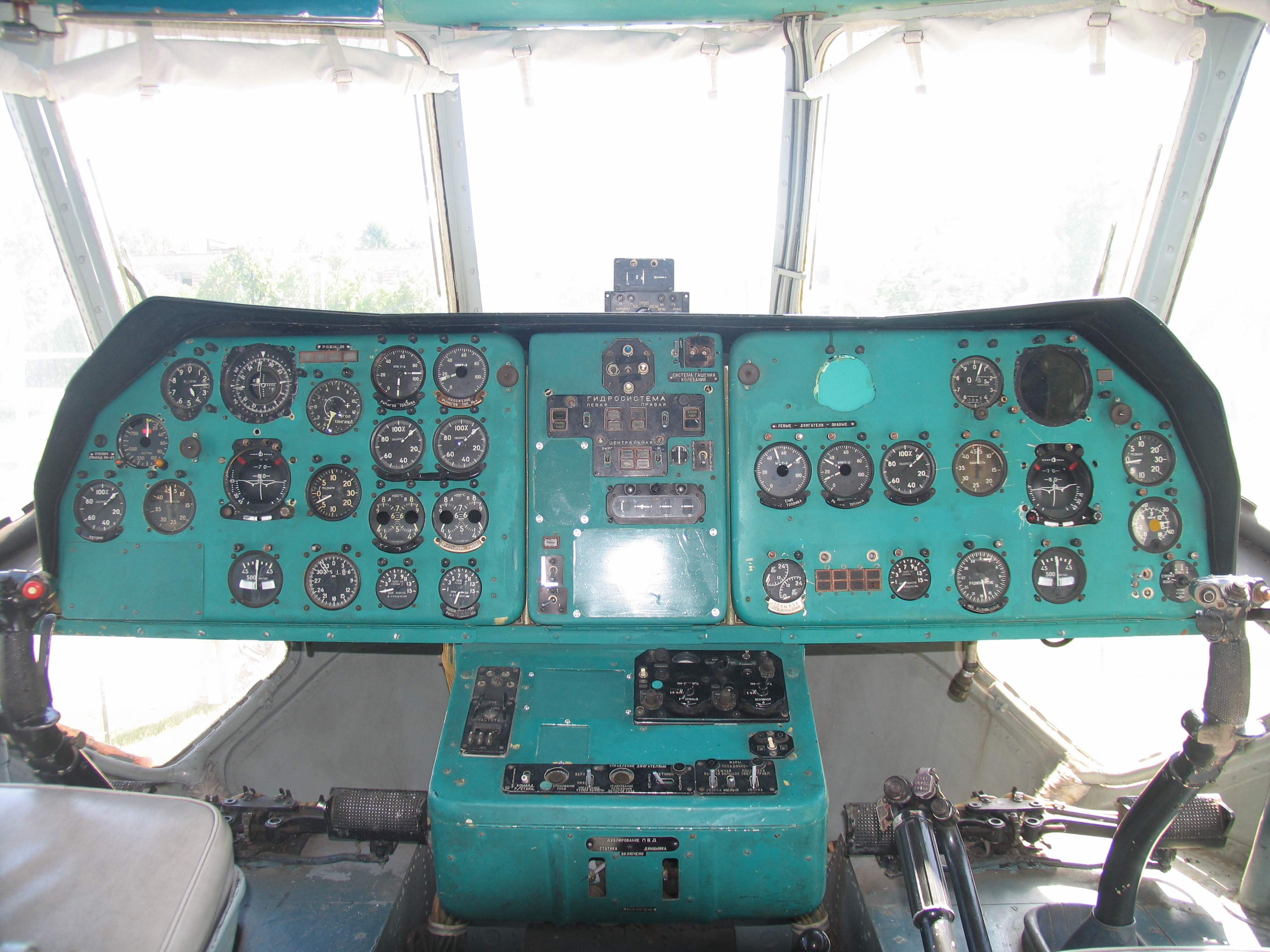
Cockpit der Mil W-12

Die Steuerung der Ruder und der Rotorblattanstellung übernahmen drei unabhängige hydraulische Systeme, die wiederum je aus einer Haupt- und Ersatzkomponente bestanden. Die Mi-12 war auch mit den neuesten elektronischen Entwicklungen der damaligen Zeit ausgestattet, darunter Wetterradar und Autopilot.

## Rekorde und Verbleib

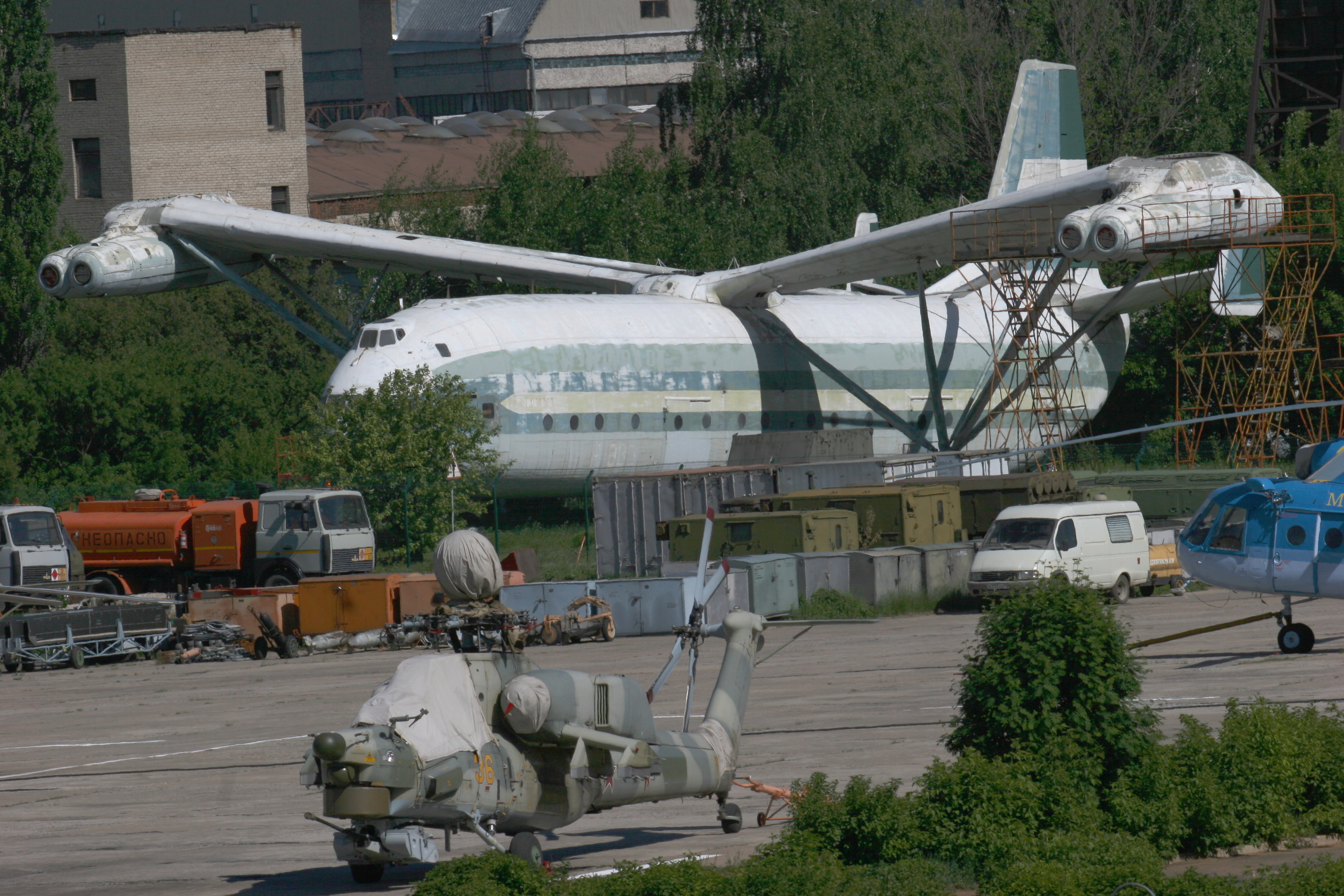
Mi-12 in Panki

Mit dem Mi-12 wurden diverse Rekorde aufgestellt. Unter anderem hob die Mi-12 am 22. Februar 1969 eine Rekordlast von 31.030 kg auf 2.951 m. Am 6. August 1969 erreichte die Besatzung Wassili Koloschenko mit einer Nutzlast von 40.204,5 kg eine Höhe von 2.000 m und mit 35.000 kg Nutzlast 2.255 m. Theoretisch und auch praktisch konnten mit der Mi-12 in niedrigerer Höhe (größere Luftdichte) noch schwerere Lasten befördert werden. Durch „Anrollen“ des Helikopters auf der Startbahn wurde hierzu sogar der Auftrieb unter den Tragflächen genutzt. Über die bei diesen „Schwerlastexperimenten“ bewegten Nutzlasten ist jedoch nichts bekannt geworden.
Die öffentlichen Vorführungen des Mi-12, wie auch 1971 in Kopenhagen, Groningen und Le Bourget, flog eine Maschine mit der Registrierungsnummer СССР-21142/H-833. Hierbei handelte es sich um den ersten der beiden Prototypen, der sich heute auf dem Gelände der Michail-Leontjewitsch-Mil-Hubschrauberfabrik in Ljuberzy-Panki in der Nähe von Moskau befindet (55° 40′ N, 37° 56′ O).
Ein weiterer noch erhaltener Mi-12 kann im Zentralen Museum der Luftstreitkräfte der Russischen Föderation in Monino (etwa 50 km östlich von Moskau) besichtigt werden. Hierbei handelt es sich wahrscheinlich um den zweiten Prototyp. Die meisten Bilder in diesem Artikel stammen von dieser Maschine, die keine Registrierungsnummer mehr trägt; eine Schautafel gibt als Herstellungsjahr ebenfalls 1967 an.

## Technische Daten

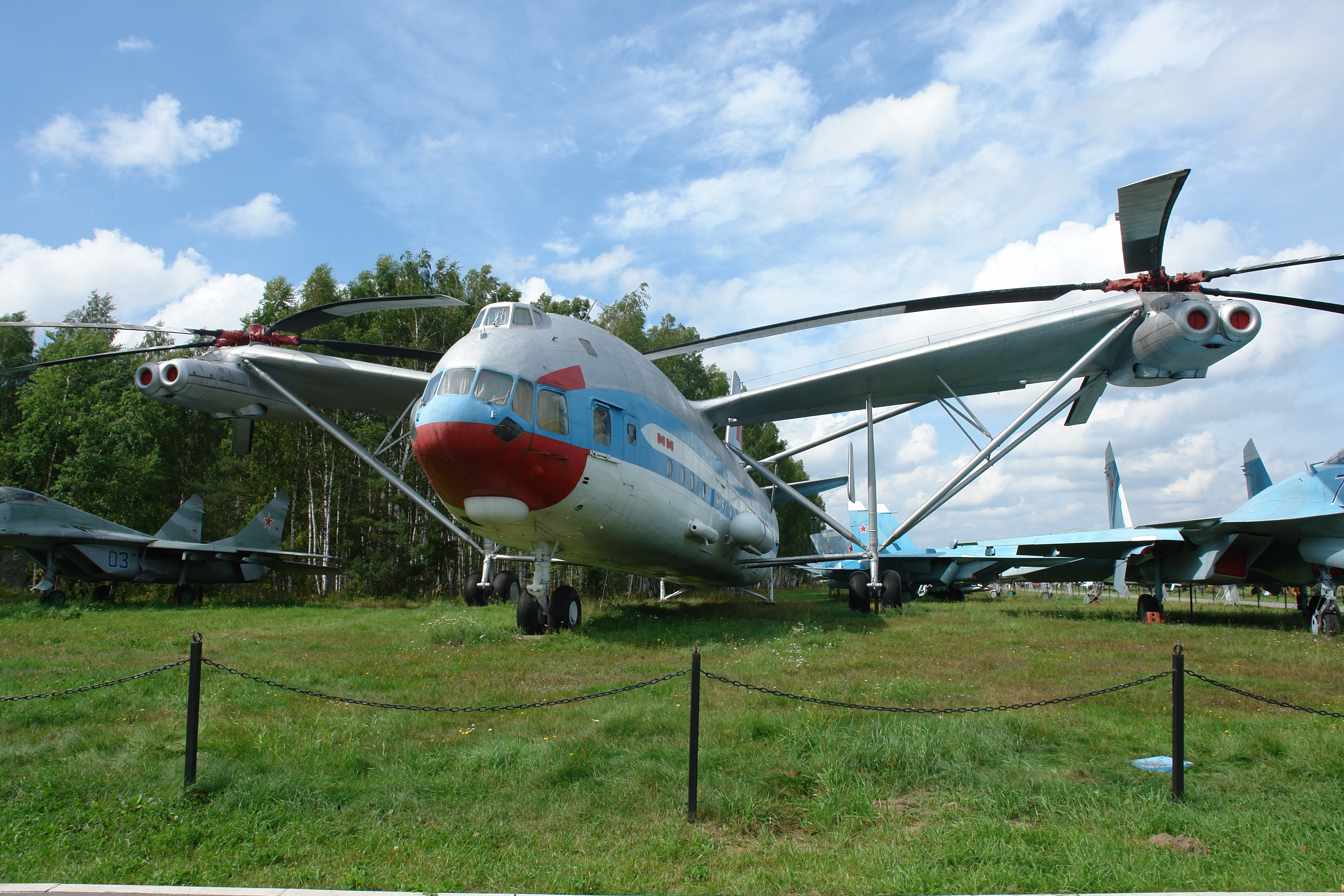
Ein Mil Mi-12 in Monino

| Kenngröße                     | Daten                                                                           |
| ----------------------------- | ------------------------------------------------------------------------------- |
| Besatzung                     | 6–10 (Pilot, Kopilot, Navigator, Bordingenieur, Bordfunker, 1–5 Bordelektriker) |
| Passagiere                    | 196                                                                             |
| Rotordurchmesser              | je 35,00 m                                                                      |
| Gesamtlänge                   | 37,00 m                                                                         |
| Spannweite mit Rotoren        | 67,00 m                                                                         |
| Höhe                          | 12,50 m                                                                         |
| Kabine (Länge ×Breite × Höhe) | 28,15 m × 4,40 m                                                                |
| Leermasse                     | 69.100 kg                                                                       |
| Nutzlast                      | normal 20.000 kg maximal 40.000 kg                                              |
| Startmasse                    | normal 97.000 kg maximal 105.000 kg                                             |
| Antrieb                       | vier Wellenturbinen Solowjow D-25WF                                             |
| Startleistung:                | 4 × 4.800 kW (4 × 6.500 WPS)                                                    |
| Höchstgeschwindigkeit         | 260 km/h                                                                        |
| Reisegeschwindigkeit          | maximal 240 km/h wirtschaftlich 200 km/h                                        |
| Dienstgipfelhöhe              | 3.500 m                                                                         |
| Reichweite                    | 1.000 km 500 km mit 25.000 kg Nutzlast                                          |